# Communauté de Chartreuses

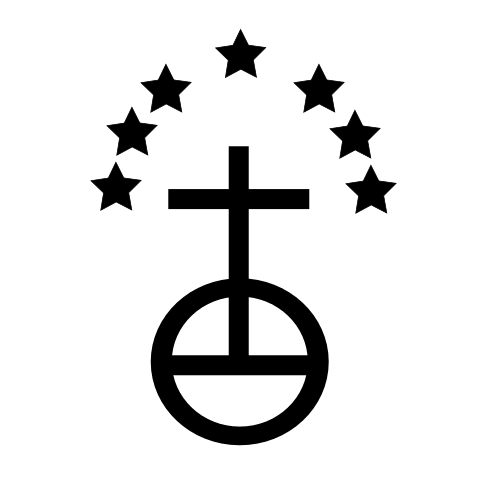
Blason de l'Ordre cartusien.

La branche féminine de l’ordre des Chartreux est fondée au XIIe siècle. Dix des quatorze fondations féminines sont fondées au XIIIe siècle. La composition des communautés est semblable à celle des Chartreux. Par contre, les moniales qui mènent une vie contemplative n’ont pas le même mode de vie qu'eux. Seules quatre de ces maisons survivent à l’époque moderne. 

## Dénomination
Les moniales de l'ordre des Chartreux sont appelées Chartreuses ou Chartreusines.

## Histoire
Dès l'année 1150, les couvents des Chartreux et ceux de moniales chartreuses sont gouvernés par le prieur de la Grande Chartreuse, chef unique de tout l'ordre cartusien. Sous sa direction se produisent les fondations et les abdications des couvents de religieuses chartreuses.
Le XIIe siècle produit les deux premiers couvents de moniales chartreuses : Prébayon, à l'origine soumis à la règle de saint Césaire d'Arles, en 1145, lorsque le prieur de Montrieux, Jean d'Espagne, rédige une règle inspirée de celle des Chartreux, donnant ainsi naissance à la branche féminine et Bertaud en 1188.
Les monastères de moniale chartreuses sont fondés durant tout le XIIIe siècle dans des territoires où le maillage cartusien est déjà en place. Il y a un regroupement géographique dans le « noyau cartusien » que constituent les Alpes du nord françaises et italiennes. Seules deux fondations féminines, réalisées au XIVe siècle, sont implantées loin du cadre cartusien originel.
Dix des quatorze fondations féminines sont fondées au XIIIe siècle : Prémol, Poleteins, Mont-Sainte-Marie de Parménie, Celle-Roubaud, Mélan, Salettes, Eymeux, Buonluogo, Mombracco et Belmonte dans le Piémont.
Il y a huit fondations, en France, de religieuses dans le XIIIe siècle. Ces fondations sont :
- Saint-André-de-Ramières, en 1228 ;
- Bonlieu, en 1229 ;
- Poleteins, en 1250 ;
- Prémol, en 1234 ;
- Parménie, en 1259 ;
- Celle-Roubaud, en 1260 ;
- Mélan, en 1292 ;
- Salettes, en 1299.

Bien plus que de l’ordre lui-même, ces fondations sont le fruit de la volonté de la noblesse locale, et en particulier des Dauphins du Viennois. C'est le cas aussi des chartreuses féminines, apparues dans le Piémont en Italie, au XIIIe siècle. La chartreuse de Buonluogo, est née avant tout pour satisfaire les besoins de certaines familles de l'aristocratie locale. En fait, ces chartreuses servent peut-être principalement à accueillir les jeunes femmes des familles aristocratiques de la région afin d'éviter la ruine des biens qu'auraient causé trop de divisions successorales.
À partir des années 1260, le contrôle de l’ordre se renforce : le chapitre général tente d’imposer un prieur à la tête de chaque maison, mais doit plier face aux résistances des moniales. Le prieur est transformé en vicaire et les compétences entre ce dernier et la prieure sont strictement définies, cette dernière gardant la gestion du temporel.
Le XIVe siècle voit éclore cinq créations :
- Eymeux, en 1300 ;
- Gosnay, en 1329 ;
- Bruges, en 1348 ;
- Saint-Esprit (Murviedo), près de Valence en Espagne, en 1389 ;
- et enfin Écouges, en 1391.

Dans le XVe siècle, les fondations de religieuses chartreuses s'arrêtent.
Dans le XVIe siècle, aux créations de moniales cartusiennes se substitue l'institut des Carmélites de sainte Thérèse ; ordre monastique dont le régime austère et la vie contemplative se rapprochent beaucoup des règles des chartreuses.
En 1529, il y a eu douze fondations et trois abdications : il reste donc alors neuf maisons de chartreuses. Jamais il n'en subsiste simultanément un nombre égal à celui-là. 
Dans le XVe siècle, le relâchement des monastères se manifeste par les abdications répétées des Chartreux. Il y a quatre couvents de moniales abdiqués dans cette période.
À la fin du XVIIe siècle il ne reste plus que cinq maisons de chartreuses : Mont-Sainte-Marie de Gosnay (Pas-de-Calais), Notre-Dame de Mélan (Haute-Savoie), Notre-Dame de Prémol (Isère), Notre-Dame de Salette (Isère), Sainte-Anne de Bruges (Belgique), maisons qui existent jusqu'à la révolution française qui prononce l'abolition des vœux monastiques et la suppression des congrégations religieuses en 1790 et influence Joseph II en Belgique.
En 2019, les Chartreux décident d'affilier la chartreuse de Benifaçà à la chartreuse de Nonenque. La raison en est le manque de vocations. Dans un futur encore indécis, une fondation en Amérique Latine pourrait prendre la suite de cette maison. Aujourd'hui, il reste toujours cinq chartreuses féminines mais seulement quatre autonomes, deux en France, une en Italie et une en Corée du Sud. Aujourd'hui les moniales représentent environ 20% des membres de l'Ordre, une telle proportion n'a jamais existé avant la Révolution.

## Moniales notables
- Marguerite d'Oingt (1240-1310), prieure de la chartreuse de Poleteins
- Béatrice d'Ornacieux (1260-1306), fondatrice et prieure de la chartreuse d'Eymeux
- Roseline de Villeneuve (1263-1329), prieure de la chartreuse de la Celle-Roubaud

## Composition des communautés
La composition des communautés est semblable à celle des Chartreux et se conjugue au féminin : moines et moniales, convers et converses, donnés et données.
La communauté forme trois divisions :
1. Les religieuses de chœur consacrées.
2. Les professes, sœurs consacrées, les novices et les postulantes.
3. Les sœurs converses liées par des vœux et ayant la robe blanche, et les données qui n'ont pas encore prononcé de vœux et portant la robe brune.

Les diverses divisions ne doivent pas avoir de communication entre elles, quoiqu'elles prennent leurs récréations dans le même enclos.
Les postulantes conservent l'habit séculier pendant un mois ; un manteau noir est seulement, pendant les offices, posé sur ces vêtements. La prise d'habit ne se fait qu'après un mois de postulation. Entre le début d'une postulation et la profession il s'écoule deux ans.
La professe ne peut être consacrée avant l'âge de vingt cinq ans révolus. Autrefois il n'y avait pas d'intervalle fixé entre la profession et la consécration ; ensuite l'intervalle entre ces deux degrés a été d'au moins de quatre années. 
Il y a une prieure, une sous-prieure, une directrice du noviciat. Les sœurs converses chargées de toutes les œuvres du service matériel. Leur noviciat se fait en robe brune ; elles sont admises à la profession et à la robe blanche, après la période totale de quatre ans de noviciat. Elles n'arrivent jamais à la consécration, la forme des vêtements des converses offre des différences assez légères avec la coupe des vêtements des religieuses de chœur.

## Vie monastique
En 1298, le pape Boniface VIII promulgue la décrétale Periculoso imposant la clôture à toutes les moniales. Cette décrétale se base sur une double notion : celle de la clôture active, qui concerne les entrées des séculiers et réguliers dans un monastère de moniales et celle de la clôture passive qui concerne les sorties des moniales du monastère. Elles permettent de garantir la vie contemplative et érémitique des moniales.
Le monastère féminin cartusien est divisé en deux espaces : le premier strictement réservé aux religieuses (bâtiments et espaces
de promenade) et le deuxième destiné aux pères chartreux (bâtiments).
Un monastère qui partage son espace entre deux communautés. Celle des moines chargés du temporel et du spirituel, et celle des moniales consacrée à la vie religieuse. D'une part, une communauté de religieuses dirigée par une prieure qui gère l’organisation interne de la communauté. Seule à devoir promettre obéissance à l’ordre et au vicaire, la prieure est épaulée dans sa fonction par des officières : cellérière, sacristine ou encore maîtresse des novices. D'autre part, une communauté de religieux, composée de vicaire, procureur et coadjuteur et moines, qui est chargé de la direction spirituelle et la gestion du temporel des communautés. Ces deux ensembles cohabitent au sein d’une même chartreuse. 
Les moniales n’ont pas le même mode de vie que les Chartreux : Pas de cellule, repas et récréation en commun. La récréation en commun date  du concile de Trente, qui ordonna la claustration absolue de toutes les religieuses liées par des vœux perpétuels; la récréation en commun fut alors chez les chartreuses substituée à la promenade extérieure correspondante au spaciement des Chartreux.
Après Vatican II des statuts autonomes sont élaborés, approuvés et promulgués par le chapitre général de 1973 . Les religieuses dépendent du ministre général des moines; chaque monastère est autonome et est dirigé par une prieure assistée, dans l'exercice de ses fonctions, par quelques officiers (la prieure adjoint, la procureure, la maître des novices... ).

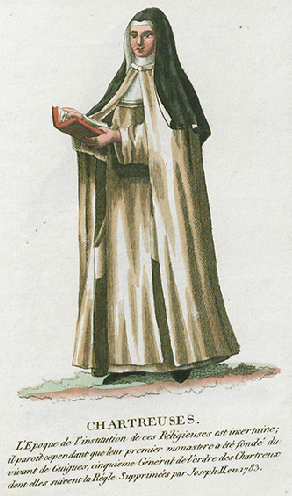
Costume des chartreuses.

## Costume des chartreuses
La robe de laine blanche des chartreuses ressemble au froc du moine attaché par une ceinture et surmonté des grandes poches de la cuculle. Entre la guimpe qui couvre le cou et le voile, il n'y a pas de vide; le voile de laine blanche offre une pointe qui peut se rabattre sur le visage; au-dessus de ce voile se pose un autre voile,blanc pour la professe et noir pour la vierge consacrée, un manteau de cérémonie formé de drap blanc est ajouté au costume dans les grandes cérémonies.
Les chartreuses ne portent les ornements complets de leur consécration que le jour du jubilé, à la cinquantième année de leur profession; à leurs funérailles, elles sont aussi couvertes des mêmes vêtements d'honneur, mais en substituant le noir à la couleur blanche; leur diadème virginal orne leur tête comme une couronne triomphale. 
Aux offices, l'étole et le manipule ornent la vierge consacrée qui chante l'épître aux messes conventuelles, et aussi celle qui, le jeudi saint chante l'évangile du lavement des pieds, ou le mandatum. En dehors de ces occasions solennelles, la vierge consacrée ne se distingue des autres professes que par le voile noir et par l'anneau.
La prieure ne porte aucun signe distinctif de sa dignité et ne s'exempte d'aucune austérité.